# Human. :II: Nature. World Tour
Human. :II: Nature. World Tour es la octava gira mundial de la banda de origen finés Nightwish para dar promoción a su álbum de estudio Human. :II: Nature..

## Antecedentes

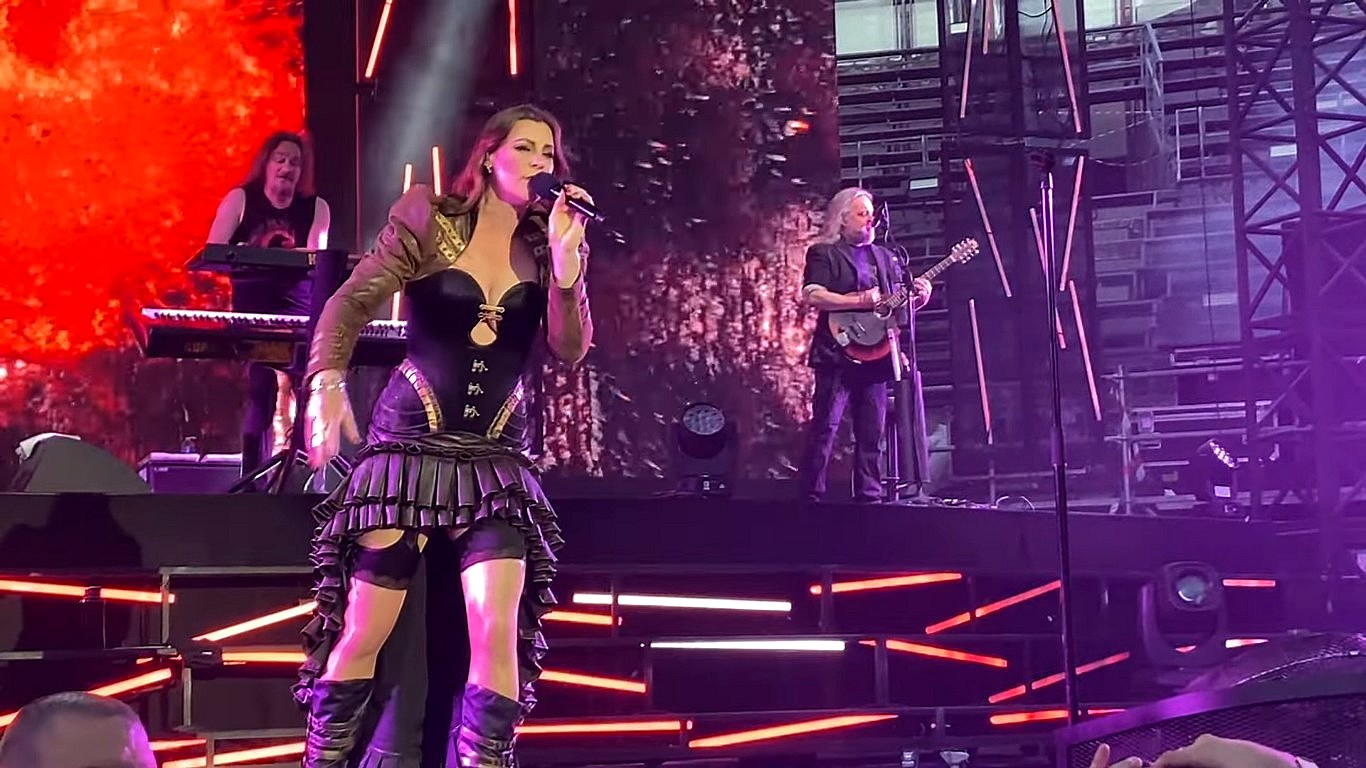
Jansen, Holopainen y Donockley durante el Festival de Nîmes en julio de 2022

Al promocionar la gira y el álbum antes de su lanzamiento, Troy Donockley y Floor Jansen fueron invitados especiales en Planet Rock Radio, interpretando versiones acústicas de «Nemo» y «How's the Heart?».
Tras el aplazamiento de la gira debido a la pandemia de COVID-19, la banda estaba lista para comenzar la gira mundial el 12 de marzo de 2021 con una experiencia interactiva de transmisión en vivo en una taberna construida con realidad virtual que incluirá canciones del álbum en su lista de canciones. El programa virtual de transmisión en vivo se pospuso más tarde hasta mayo de 2021. Tras la conclusión de las representaciones virtuales, los espectáculos habían batido récords con el primero atrayendo a 150.000 espectadores y estableciéndose como la actuación virtual más vista en Finlandia, con una taquilla que superó el millón de euros.

## Lista de canciones
La siguiente lista de canciones fue interpretada en su primer concienrto en Club Teatria.
1. "Music" (intro)
2. "Noise"
3. "Planet Hell"
4. "Tribal"
5. "Élan"
6. "Storytime"
7. "How's the Heart?"
8. "Harvest"
9. "7 Days to the Wolves"
10. "Dark Chest of Wonders"
11. "I Want My Tears Back"
12. "Ever Dream"
13. "Nemo"
14. "Sleeping Sun"
15. "Shoemaker"
16. "Last Ride of the Day"
17. "Ghost Love Score"
18. "The Greatest Show on Earth (Chapters I, II and III)"
19. "Ad Astra" (outro con Florr cantando en vivo)

## Fechas
| Fecha                             | Ciudad                   | País            | Teatro                            |
| Europa                            | Europa                   | Europa          | Europa                            |
| --------------------------------- | ------------------------ | --------------- | --------------------------------- |
| 28 de julio de 2021               | Oulu                     | Finlandia       | Club Teatria                      |
| 30 de julio de 2021               | Oulu                     | Finlandia       | Kuusisaari                        |
| 31 de julio de 2021               | Kuopio                   | Finlandia       | Väinölänniemi                     |
| 14 de noviembre de 2021           | Oslo                     | Noruega         | Spektrum                          |
| 22 de abril de 2022               | Tampere                  | Finlandia       | Nokia Arena                       |
| 24 de abril de 2022               | Helsinki                 | Finlandia       | Helsinki Ice Hall                 |
| América del Norte                 |                          |                 |                                   |
| 4 de mayo de 2022                 | Toronto                  | Canadá          | History                           |
| 6 de mayo de 2022                 | Montreal                 | Canadá          | M Telus                           |
| 7 de mayo de 2022                 | Lowell                   | Estados Unidos  | Tsongas Center                    |
| 8 de mayo de 2022                 | New York City            | Estados Unidos  | Terminal 5                        |
| 10 de mayo de 2022                | Silver Spring            | Estados Unidos  | The Fillmore                      |
| 12 de mayo de 2022                | Chicago                  | Estados Unidos  | Radius                            |
| 13 de mayo de 2022                | Saint Paul               | Estados Unidos  | The Fillmore                      |
| 15 de mayo de 2022                | Denver                   | Estados Unidos  | Mission Ballroom                  |
| 18 de mayo de 2022                | San Francisco            | Estados Unidos  | Warfield Theatre                  |
| 20 de mayo de 2022                | Los Ángeles              | Estados Unidos  | The Wiltern                       |
| 21 de mayo de 2022                | Los Ángeles              | Estados Unidos  | The Wiltern                       |
| Europa                            |                          |                 |                                   |
| 2 de junio de 2022                | Hyvinkää                 | Finlandia       | Rockfest (Festival)               |
| 9 de junio de 2022                | Sölvesborg               | Suecia          | Sweden Rock (Festival)            |
| 17 de junio de 2022               | Landgraaf                | Países Bajos    | Pinkpop (Festival)                |
| 25 de junio de 2022               | Clisson                  | Francia         | Hellfest (Festival)               |
| 30 de junio de 2022               | Santa Coloma de Gramenet | España          | Barcelona Rockfest (Festival)     |
| 2 de julio de 2022                | Nîmes                    | Francia         | Festival de Nîmes (Festival)      |
| 10 de julio de 2022               | Vizovice                 | República Checa | Masters of Rock (Festival)        |
| 15 de julio de 2022               | Tallin                   | Estonia         | Pirita Klooster                   |
| 17 de julio de 2022               | Joensuu                  | Finlandia       | Ilosaarirock (Festival)           |
| 23 de julio de 2022               | Seeflughafen             | Alemania        | Deichbrand (Festival)             |
| 30 de julio de 2022               | Székesfehérvár           | Hungría         | Fezen Fest (Festival)             |
| 1 de agosto de 2022               | Bucharest                | Rumania         | Romexpo                           |
| 12 de agosto de 2022              | Turku                    | Finlandia       | Knotfest (Festival)               |
| América Latina                    |                          |                 |                                   |
| 13 de octubre de 2022             | Río de Janeiro           | Brasil          | Vivo Rio                          |
| 14 de octubre de 2022             | São Paulo                | Brasil          | Espaço das Américas               |
| 16 de octubre de 2022             | Buenos Aires             | Argentina       | Luna Park                         |
| 19 de octubre de 2022             | Santiago                 | Chile           | Teatro Caupolicán                 |
| 22 de octubre de 2022             | Ciudad de México         | México          | Palacio de los Deportes           |
| 23 de octubre de 2022             | Guadalajara              | México          | Teatro Diana                      |
| Europa                            |                          |                 |                                   |
| 20 de noviembre de 2022           | Antwerp                  | Bélgica         | Lotto Arena                       |
| 21 de noviembre de 2022           | Londres                  | Inglaterra      | SSE Arena                         |
| 22 de noviembre de 2022           | Birmingham               | Inglaterra      | Resorts World Arena               |
| 23 de noviembre de 2022           | Dublín                   | Irlanda         | 3Arena                            |
| 25 de noviembre de 2022           | Berlín                   | Alemania        | Max-Schmeling-Halle               |
| 27 de noviembre de 2022           | Ámsterdam                | Países Bajos    | Ziggo Dome                        |
| 28 de noviembre de 2022           | Ámsterdam                | Países Bajos    | Ziggo Dome                        |
| 30 de noviembre de 2022           | París                    | Francia         | AccorHotels Arena                 |
| 1 de diciembre de 2022            | Dusseldorf               | Alemania        | ISS Dome                          |
| 2 de diciembre de 2022            | Esch-sur-Alzette         | Luxemburgo      | Rockhal                           |
| 4 de diciembre de 2022            | Viena                    | Austria         | Stadthalle                        |
| 5 de diciembre de 2022            | Múnich                   | Alemania        | Olympiahalle                      |
| 6 de diciembre de 2022            | Milán                    | Italia          | Fiera Milano City                 |
| 9 de diciembre de 2022            | Frankfurt                | Alemania        | Festhalle                         |
| 10 de diciembre de 2022           | Bamberg                  | Alemania        | Brose Arena                       |
| 12 de diciembre de 2022           | Hamburgo                 | Alemania        | Barclays Arena                    |
| 13 de diciembre de 2022           | Leipzig                  | Alemania        | Arena Leipzig                     |
| 14 de diciembre de 2022           | Gliwice                  | Polonia         | Gliwice Arena                     |
| 16 de diciembre de 2022           | Zúrich                   | Suiza           | Hallenstadion                     |
| 18 de diciembre de 2022           | Stuttgart                | Alemania        | Hanns-Martin-Schleyer-Halle       |
| 20 de diciembre de 2022           | Budapest                 | Hungría         | László Papp Budapest Sports Arena |
| 21 de diciembre de 2022           | Praga                    | República Checa | O2 Arena                          |
| América del Norte                 |                          |                 |                                   |
| 30 de enero –3 de febrero de 2023 | Bimini                   | Las Bahamas     | 70000 Tons of Metal               |
| Asia                              |                          |                 |                                   |
| 25 de marzo de 2023               | Osaka                    | Japón           | Loud Park (Festival)              |
| 26 de marzo de 2023               | Tokyo                    | Japón           | Loud Park (Festival)              |
| 29 de marzo de 2023               | Manila                   | Filipinas       | SM Skydome                        |
| 31 de marzo de 2023               | Taipei                   | Taiwan          | Zepp New Taipei                   |
| Europa                            |                          |                 |                                   |
| 2–3 de junio de 2023              | Gävle                    | Suecia          | Atlas Rock (Festival)             |
| 7 de junio de 2023                | Athens                   | Grecia          | Release Athens Festival           |
| 9 de junio de 2023                | Berlín                   | Alemania        | Parkbühne Wuhlheide               |
| 7–10 de junio de 2023             | Nickelsdorf              | Austria         | Nova Rock Festival                |
| 12 de junio de 2023               | Gelsenkirchen            | Alemania        | Amphitheater                      |
| 16 de junio de 2023               | Kitee                    | Finlandia       | Kiteen Rantakenttä                |
| 17 de junio de 2023               | Vaasa                    | Finlandia       | Lemonsoft Stadion                 |
| 22–24 de junio d 2023             | Oslo                     | Noruega         | Tons of Rock (Festival)           |

### Fechas canceladas
| Fecha                        | Ciudad           | País           | Teatro                      | Causa                                       | Ref.   |
| ---------------------------- | ---------------- | -------------- | --------------------------- | ------------------------------------------- | ------ |
| 10 de abril de 2020          | Oulu             | Finlandia      | Club Teatria                | Pandemia de COVID-19                        | [ 16 ] |
| 15 de abril de 2020          | Guangzhou        | China          | Gym-ll                      | Pandemia de COVID-19                        | [ 16 ] |
| 17 de abril de 2020          | Shanghái         | China          | Bandai Namco Base           | Pandemia de COVID-19                        | [ 16 ] |
| 18 de abril de 2020          | Shanghái         | China          | Bandai Namco Base           | Pandemia de COVID-19                        | [ 16 ] |
| 2 de mayo de 2020            | Ciudad de México | México         | Domination Festival         | Pandemia de COVID-19                        | [ 16 ] |
| 7 de junio de 2020           | Tampere          | Finlandia      | Rockfest                    | Pandemia de COVID-19                        | [ 16 ] |
| 11 de junio de 2020          | Krakow           | Polonia        | Mystic Festival             | Pandemia de COVID-19                        | [ 16 ] |
| 11–13 de junio de 2020       | Interlaken       | Suiza          | Greenfield Festival         | Pandemia de COVID-19                        | [ 16 ] |
| 8 de septiembre de 2020      | Toronto          | Canadá         | Meridian Hall               | Pandemia de COVID-19                        | [ 16 ] |
| 11 de septiembre de 2020     | Los Ángeles      | Estados Unidos | Hollywood Palladium         | Reprogramación y cambio de lugar            | [ 16 ] |
| 12 de septiembre de 2020     | Los Ángeles      | Estados Unidos | Hollywood Palladium         | Reprogramación y cambio de lugar            | [ 16 ] |
| 16 de noviembre de 2020      | Oslo             | Noruega        | Oslo Spektrum               | Pandemia de COVID-19                        | [ 16 ] |
| 16 de diciembre de 2020      | Cardiff          | Gales          | Motorpoint Arena            | Pandemia de COVID-19                        | [ 16 ] |
| 14 de agosto de 2021         | Helsinki         | Finlandia      | Kaisaniemi Park             | Pandemia de COVID-19                        | [ 16 ] |
| 12 de septiembre de 2021     | Moscú            | Rusia          | Crocus City Hall            | Pandemia de COVID-19                        | [ 16 ] |
| 10 de septiembre de 2021     | San Petersburgo  | Rusia          | A2 Green Concert            | Pandemia de COVID-19                        | [ 16 ] |
| 14 de septiembre de 2021     | Kiev             | Ucrania        | Stereo Plaza                | Pandemia de COVID-19                        | [ 16 ] |
| 16 de septiembre de 2021     | Minsk            | Bielorrusia    | Falcon Club                 | Pandemia de COVID-19                        | [ 16 ] |
| 17 de septiembre de 2021     | Wacken           | Alemania       | Bullhead City (Festival)    | Pandemia de COVID-19                        | [ 16 ] |
| 17 de noviembre de 2021 2021 | Dublín           | Irlanda        | 3Arena                      | Pandemia de COVID-19                        | [ 16 ] |
| 18 de noviembre de 2021      | Birmingham       | Inglaterra     | Resorts World Arena         | Pandemia de COVID-19                        | [ 16 ] |
| 22 de noviembre de 2021      | Ámsterdam        | Países Bajos   | Ziggo Dome                  | Pandemia de COVID-19                        | [ 16 ] |
| 23 de noviembre de 2021      | Ámsterdam        | Países Bajos   | Ziggo Dome                  | Pandemia de COVID-19                        | [ 16 ] |
| 24 de noviembre de 2021      | Esch-sur-Alzette | Luxemburgo     | Rockhal                     | Pandemia de COVID-19                        | [ 16 ] |
| 25 de noviembre de 2021      | Dusseldorf       | Alemania       | ISS Dome                    | Pandemia de COVID-19                        | [ 16 ] |
| 27 de noviembre de 2021      | Leipzig          | Alemania       | Arena Leipzig               | Pandemia de COVID-19                        | [ 16 ] |
| 28 de noviembre de 2021      | Gliwice          | Polonia        | Arena Gliwice               | Pandemia de COVID-19                        | [ 16 ] |
| 2 de diciembre de 2021       | Stuttgart        | Alemania       | Hanns-Martin-Schleyer-Halle | Pandemia de COVID-19                        | [ 16 ] |
| 3 de diciembre de 2021       | Milán            | Italia         | Lorenzini District          | Pandemia de COVID-19                        | [ 16 ] |
| 5 de diciembre de 2021       | Bamberg          | Alemania       | Brose Arena                 | Pandemia de COVID-19                        | [ 16 ] |
| 6 de diciembre de 2021       | Zúrich           | Suiza          | Hallenstadion               | Pandemia de COVID-19                        | [ 16 ] |
| 7 de siembre de 2021         | París            | Francia        | AccorHotels Arena           | Pandemia de COVID-19                        | [ 16 ] |
| 9 de diciembre de 2021       | Frankfurt        | Aleamania      | Festhalle                   | Pandemia de COVID-19                        | [ 16 ] |
| 15 de diciembre de 2021      | Múnich           | Aleamania      | Olympiahalle                | Pandemia de COVID-19                        | [ 16 ] |
| 17 de diciembre de 2021      | Hamburgo         | Aleamania      | Barclaycard Arena           | Pandemia de COVID-19                        | [ 16 ] |
| 21 de diciembre de 2021      | Berlín           | Aleamania      | Max-Schmeling-Halle         | Pandemia de COVID-19                        | [ 16 ] |
| 9 de noviembre de 2022       | San Petersburgo  | Rusia          | Yubileyny Sports Palace     | Invasión rusa de Ucrania de 2022            | [ 21 ] |
| 10 de noviembre de 2022      | Moscú            | Rusia          | Crocus City Hall            | Invasión rusa de Ucrania de 2022            | [ 21 ] |
| 12 de noviembre de 2022      | Kiev             | Ucrania        | Stereoplaza                 | Invasión rusa de Ucrania de 2022            | [ 21 ] |
| 13 de noviembre de 2022      | Minsk            | Bielorrusia    | Falcon Club                 | Invasión rusa de Ucrania de 2022            | [ 21 ] |
| 3 de enero de 2023           | Beijing          | China          | Exhibition Theater          |                                             |        |
| 5 de enero de 2023           | Shanghái         | China          | Bandai Namco Base           |                                             |        |
| 6 de enero de 2023           | Shanghái         | China          | Bandai Namco Base           |                                             |        |
| 8 de enero de 2023           | Guangzhou        | China          | Gym-ll                      |                                             |        |
| 11 de enero de 2023          | Hong Kong        | China          | Star Hall                   |                                             |        |
| 17 de enero de 2023          | Yakarta          | Indonesia      | Istora Gelora Bung Karno    |                                             |        |
| 15 de enero de 2023          | Sentosa          | Singapur       | Hard Rock Coliseum          | Pospuesto debido a la salud de Floor Jansen | [ 22 ] |
| 17 de enero de 2023          | Manila           | Filipinas      | New Frontier Theater        | Pospuesto debido a la salud de Floor Jansen | [ 22 ] |
| 19 de enero de 2023          | Taipéi           | Taiwán         | Zepp New Taipéi             | Pospuesto debido a la salud de Floor Jansen | [ 22 ] |
| 23 de enero de 2023          | Seúl             | Corea del Sur  | KBS Hall                    | Pospuesto debido a la salud de Floor Jansen | [ 22 ] |
| 25 de enero de 2023          | Osaka            | Japón          | Namba Hatch                 | Pospuesto debido a la salud de Floor Jansen | [ 22 ] |
| 27 de enero de 2023          | Tokio            | Japón          | Ex Theater Roppongi         | Pospuesto debido a la salud de Floor Jansen | [ 22 ] |
| 28 de enero de 2023          | Tokio            | Japón          | Ex Theater Roppongi         | Pospuesto debido a la salud de Floor Jansen | [ 22 ] |

## Miembros
- Floor Jansen –  Voz principal
- Tuomas Holopainen – teclados
- Emppu Vuorinen – guitarras
- Kai Hahto – batería, percusión
- Troy Donockley –  Gaitas, flautas, voz masculina, bodhrán. guitarra acústica
- Jukka Koskinen – bajo

Músicos invitados
- Henk Poort – vocalista invitado (Ámsterdam, Europa 2022)
- Yannis Papadopoulos – vocalista invitado (Prague, Europa 2022)

## Conciertos extras
| Fecha                 | Ciudad             | País               | Lugar              | Evento                       |
| --------------------- | ------------------ | ------------------ | ------------------ | ---------------------------- |
| 27 de febrero de 2020 | Londres            | Inglaterra         | Planet Rock Radio  | Promotional Acoustic Session |
| 28 de mayo de 2021    | The Islanders Arms | The Islanders Arms | The Islanders Arms | Concierto virtual            |
| 29 de mayo de 2021    | The Islanders Arms | The Islanders Arms | The Islanders Arms | Concierto virtual            |